# Bérelles
Bérelles – miejscowość i gmina we Francji, w regionie Hauts-de-France, w departamencie Nord.
Według danych na rok 1990 gminę zamieszkiwało 151 osób, a gęstość zaludnienia wynosiła 26 osób/km² (wśród 1549 gmin regionu Nord-Pas-de-Calais Bérelles plasuje się na 1057. miejscu pod względem liczby ludności, natomiast pod względem powierzchni na miejscu 610.).